# Klaus Klinger

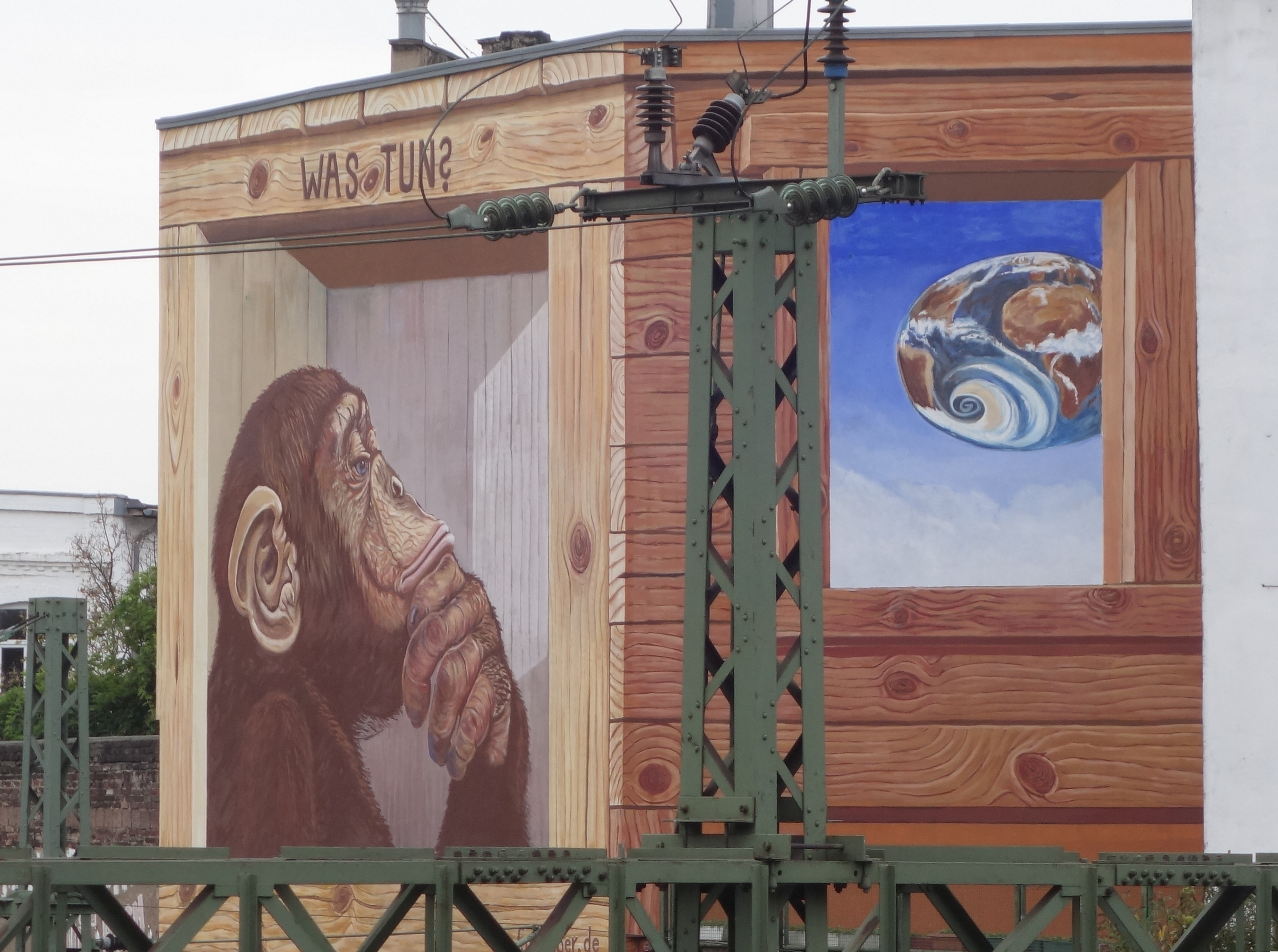
„Was tun“ (Düsseldorf)

Klaus Klinger (* 1954 in Essen) ist ein in Düsseldorf lebender Künstler, der vor allem durch seine zahlreichen Wandmalereien präsent ist.

## Biographie

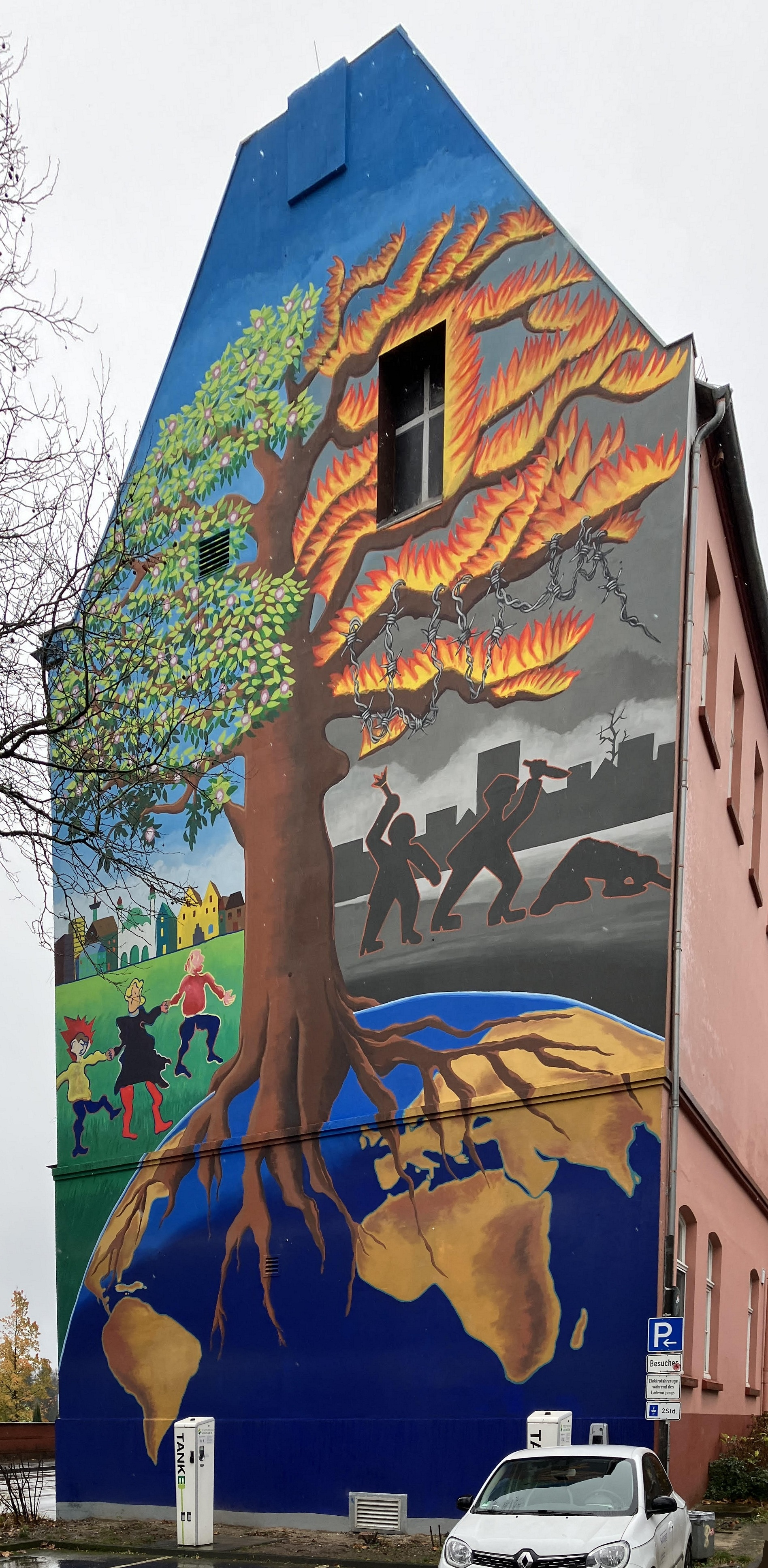
„Der Baum“. Am Rathaus Solingen als Reaktion auf den Brandanschlag von Solingen (1995)

Klaus Klinger war seit 1973 Meisterschüler an der Kunstakademie Düsseldorf, Abschlussjahrgang 1980, unter anderem bei Gerhard Richter. Von 1977 bis 1990 gehörte er als Gründungsmitglied der Wandmalgruppe Düsseldorf an. Aus dieser Gruppe ging 1987 der gemeinnützige Verein Farbfieber hervor. Klaus Klinger leitet seit 1998 das unter der Schirmherrschaft der UNESCO stehende Eine-Welt-Produkt Mural Global, ebenfalls mit einem internationalen Anspruch, sowie seit 2003 das Projekt Mural-Mobil.
Klinger sagt von sich: „Am kommerziellen Kunstmarkt und Kunst in geschlossenen Räumen hatte ich nie großes Interesse, ich mag die Kunst auf der Straße und der Austausch mit den Menschen. Es geht um die Demokratisierung des öffentlichen Raums“. Im Jahr 2016 befanden sich allein in Düsseldorf etwa 40 seiner Wandmalereien, die er zusammen mit seinem Team aus der Wandmalgruppe Farbfieber und Künstlern aus aller Welt geschaffen hat. Besonders im Stadtteil Flingern rund um die Ackerstraße finden sich seine Großillustrationen dicht beieinander. Die Kiefernstraße, ehemals populär durch die Hausbesetzerszene, ist inzwischen als Gesamtkunstwerk überregional bekannt.
Er ist Mitinitiator und künstlerischer Leiter des 40-Grad Urban Art Festivals, das 2015 auf dem Düsseldorfer Gustaf-Gründgens-Platz mit internationalen Künstlern der Street-Art-Szene stattgefundenen hat und seitdem alle zwei Jahre in verschiedenen Stadtteilen Düsseldorfs veranstaltet wird.  Zusammen mit dem Kinderklub Kiefernstraße des Düsseldorfer Jugendamtes wird durch Workshops jungen Menschen der Umgang mit der Kunst nahegebracht.
Gemeinsam mit Kommilitonen der Kunstakademie wohnte Klingner anfangs in einem Abbruchhaus auf der Grafenberger Allee. Obwohl er in seinen ersten Arbeiten, illegal auf Abbruchhäuser gemalt, teilweise heftig auf Missstände, auch in seiner Umgebung, hinwies – früher beteiligte er sich auch an Demonstrationen vor dem Düsseldorfer Rathaus – wird er mittlerweile von der Stadt etwas verstärkt unterstützt. Im Oktober 2018 erhielt er vom Oberbürgermeister die Verdienstplakette der Landeshauptstadt Düsseldorf.
Auf die Frage, wie er sich seine Zukunft vorstelle, antwortete Klinger: „Ein besonders spannende Aufgabe für mich wäre es, eine komplette Wohnsiedlung – von Gebäuden über Sitzbänke bis hin zu Grünflächen – in Kommunikation mit den Bewohnern, Investoren oder Wohnungsbaugesellschaften komplett zu gestalten“.

## Werke, Projekte (Auswahl)
- „Ohr“. Wandmalerei unweit von „Auge“. Beide als Symbol für den Hang der Sicherheitsbehörden, Menschen zu beobachten (1979)[5]
- „Auge“. (des Innenministers Otto Schily). Wandmalerei, Düsseldorf-Flingern, Gebäude Hellweg 36 (1980, wurde regelmäßig erneuert[1])
- „Die Zeitreisenden“. Wandmalerei auf dem Bilker Bunker, Düsseldorf-Bilk

- Wandmalprojekt Lateinamerika-Europa. 40 Wandbilder mit 30 Künstlern aus Lateinamerika (1992)[7]
- Mural-Global. 100 Wandbilder in 20 Ländern zur Agenda 21
- Von 1992 bis heute. Kulturaustausch mit Künstlern aus Pinar del Río, Kuba (Stand 2018)
- „Der Baum“. Wandmalerei am Rathaus Solingen als Reaktion auf den Brandanschlag von Solingen (1995)[8]
- Ende 1997 entwarf Klinger die Konzeption für das weltweite Wandmalprojekt zur Agenda 21.[7]
- Von 2016 bis 2017 leitete er das Projekt Weltbaustellen des Eine Welt Netz NRW, 17 Wandbilder in 17 Städten Nordrhein-Westfalen zu den globalen Zielen der Vereinten Nationen
- Macht und Ohnmacht der Bilder, Überbleibsel seiner Aktionen und Proteste. Ausstellung in der Fiftyfifty-Galerie, Jägerhofstraße 15 (2023)[1]

### Kataloge in Zusammenarbeit mit Farbfieber
- Mit Vollgas in die Wände, Wandmalgruppe Düsseldorf (1983)
- Schöne Bescherung (1991)
- Farbe bekennen, Lateinamerika – Europa (1993)
- Wandmalerei und Kulturaustausch mit Lateinamerika, Klaus Klinger (1997)
- Wem gehört die Welt (2003)
- Farbfieber, Wandmalerei, Streetart, Urbanart (2013)
- 40grad urbanart Festival 2013
- 40grad urbanart Festival 2015
- 40grad urbanart Festival 2017

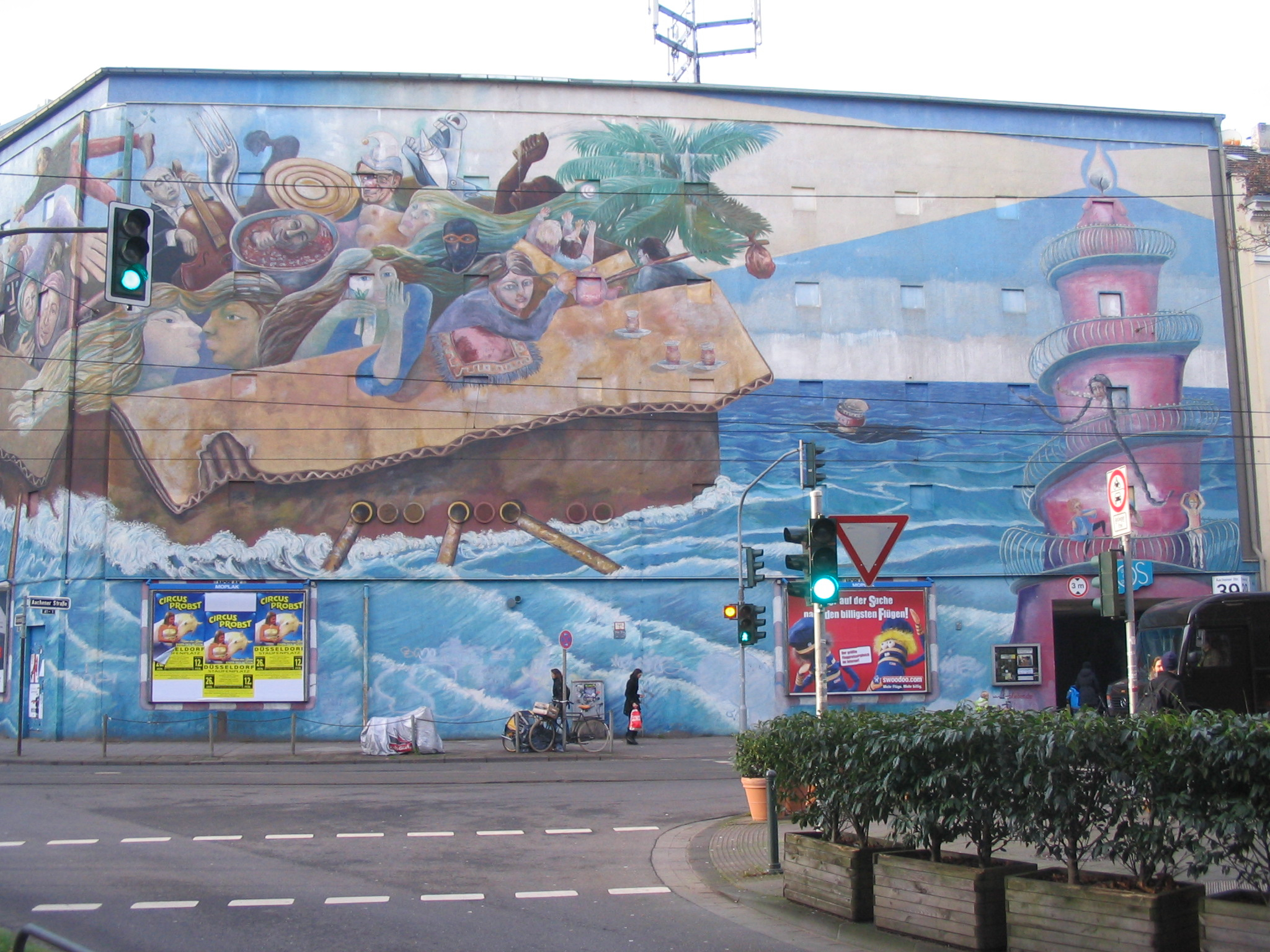
„Die Zeitreisenden“. Hochbunker, Düsseldorf, Aachener Straße, mit Künstlern aus Kuba und der Türkei (1995)
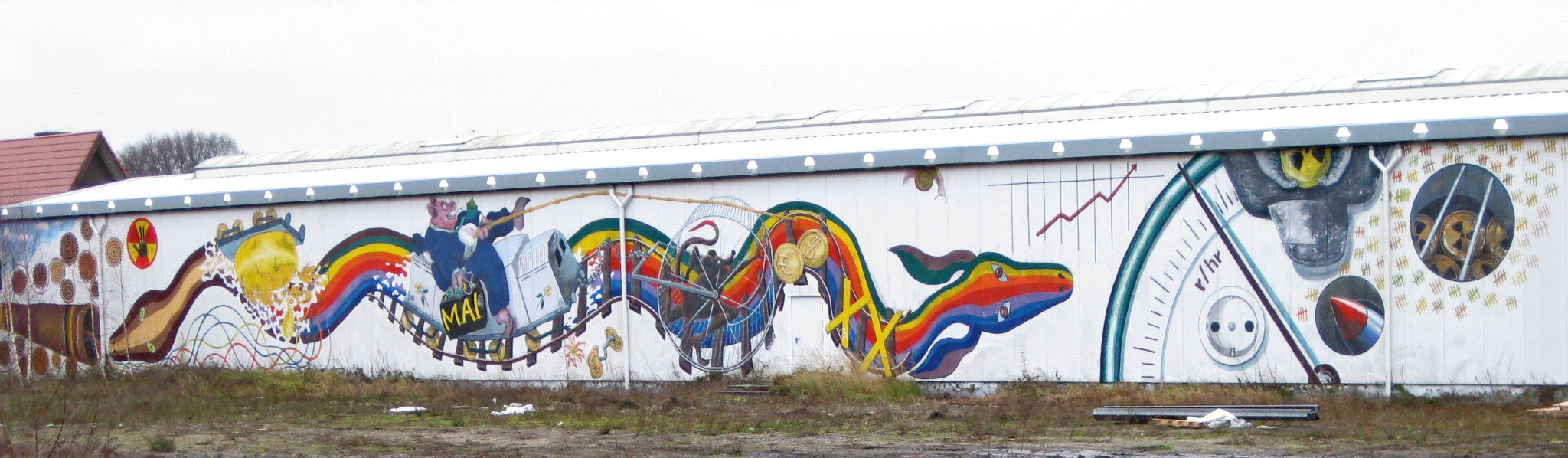
„Nachbarn“. Ahaus, Bahnhof, zusammen mit Gordon Hookey, Aborigin-Künstler aus Australien (2000)
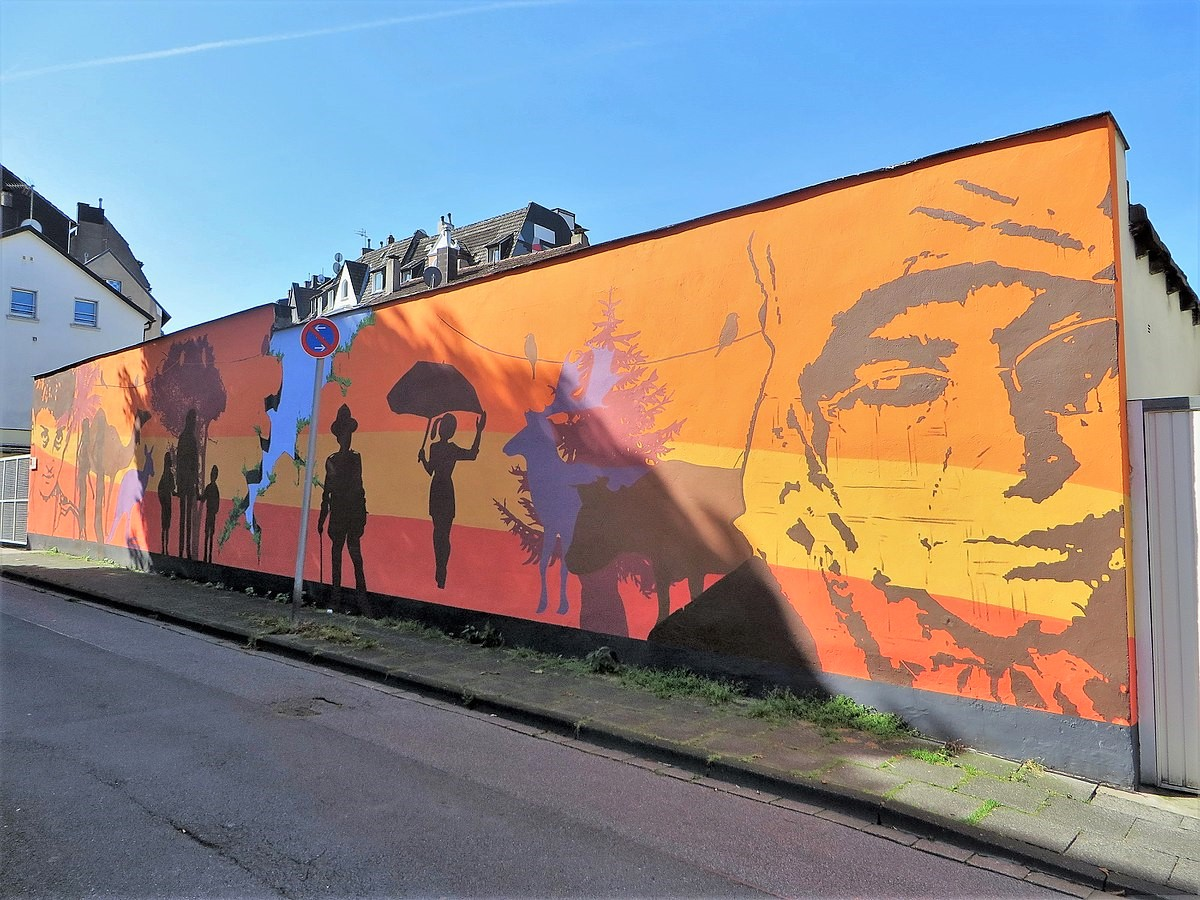
Freiluftgalerie Hagen. Zusammen mit Jugendlichen aus Hagen (2017)

## Auszeichnungen
- 2002: Innovationspreis des Fonds Soziokultur e. V.
- 2003: Public Design Preis[4]
- 2014: Friedenspreis der Initiativen der Ostermarschierer[9]
- 2018: Verdienstplakette der Landeshauptstadt Düsseldorf[5]